# Danièle Sallenave
Pour les articles homonymes, voir Sallenave.
Danièle Sallenave, née le 28 octobre 1940 à Angers, en Maine-et-Loire, est une écrivaine française, membre de l’Académie française.

## Biographie
Elle est née en 1940 à Angers et a été élevée par deux parents exerçant la profession d'instituteurs.
Normalienne et agrégée de lettres classiques, elle enseigne la littérature et l'histoire du cinéma à l'université Paris-X Nanterre de 1968 à 2001.
Dans les années 1960, elle fait partie d'un groupe d'étudiants d'extrême-gauche.
Mais elle se consacre surtout à l'écriture. Ses premiers romans, Paysages de ruines avec personnages, paru en 1975, et Le Voyage d'Amsterdam ou les Règles de la conversation, paru en 1977, sont publiés par Flammarion. Ses oeuvres sont ensuite accueillies par différents éditeurs dont Gallimard et P.O.L.. Elle est traductrice de l'italien, notamment La Divine Mimesis de Pier Paolo Pasolini et Orgie du même auteur pour l'Ensemble Théâtral Mobile. Elle collabore également au quotidien Le Monde, à la revue Le Messager européen et aux Temps modernes.
De septembre 2009 à juillet 2011, elle tient une chronique hebdomadaire sur France Culture. Le 7 avril 2011, elle est élue à l'Académie française au fauteuil (no 30) de Maurice Druon, puis reçue sous la Coupole par Dominique Fernandez le 29 mars 2012. Elle appartient également à la commission du Dictionnaire.
En 2012, elle est nommée présidente du Haut comité des commémorations nationales.

## Réflexion sur la singularité
Dans ses essais, elle affirme contre le fanatisme religieux et le communautarisme la nécessité d’une pensée renouvelée de la singularité. Cependant dans la première phrase des Règles de l'art, Pierre Bourdieu note la conception selon lui très naïve de la singularité de Danièle Sallenave, en citant son ouvrage Le Don des morts : « « Laisserons-nous les sciences sociales réduire l’expérience littéraire, la plus haute que l’homme puisse faire avec celle de l’amour, à des sondages concernant nos loisirs, alors qu’il s’agit du sens de notre vie ? » Pareille phrase, prélevée dans un de ces innombrables plaidoyers sans âge et sans auteur en faveur de la lecture, et de la culture, aurait à coup sûr déchaîné la furieuse allégresse qu’inspiraient à Flaubert les lieux communs bien-pensants. ».
« Il serait extrêmement dangereux d'importer en France la thèse d'un « choc de civilisations » entre le monde musulman et nous. Ne faisons pas de l'Islam, comme autrefois du communisme, le miroir où toutes nos difformités s'effacent. Ne renouvelons pas l’erreur de nous forger un ennemi pour éviter de nous interroger sur nous-mêmes. Il nous faut retrouver une parole libre. Désigner haut et fort la menace que font peser les communautés, les identités collectives, les religions — toutes les religions — sur la paix civile et la liberté individuelle. Refuser le scandale d'une pensée asservie à des dogmes. »
Très « républicaine », elle se dit avec insistance foncièrement anticléricale, de gauche, athée mais pas « hostile à la chose religieuse ».

## Prises de position

### Sur le conflit israélo-palestinien
Fin novembre 1997, Danièle Sallenave se rend dans les territoires palestiniens occupés. « Sillonnant les routes de Jérusalem au Jourdain, et de Naplouse à Gaza » et « écoutant des témoignages », elle explique qu'elle a « découvert une réalité qu'[elle s'était] employée à nier depuis toujours ». Elle déclare : « j'ai compris qu'il était temps d'en finir avec un aveuglement consenti. Petit à petit, je voyais s'effondrer, non sans douleur et sans déchirement, un système d'affirmations rassurantes, répétées, et souvent légitimes - l'audace du peuple juif, la nécessité de sa sécurité. Et derrière elles, se profiler l'existence d'un peuple, le peuple palestinien, de sa terre - terre ancienne, habitée, nourrie de cultures, de religions, d'influences arabes, chrétiennes, juives. La " cause palestinienne " a été trop souvent le prétexte ou l'alibi d'un retour de la judéophobie. Mais l'indispensable mémoire de l'Holocauste aurait-elle jamais dû servir à masquer les épreuves subies depuis des dizaines d'années par le peuple palestinien, et à justifier la politique menée par Israël dans la partie occupée de la Palestine ? ».
Dans son livre dieu.com (Gallimard), Danièle Sallenave soutient que le sionisme, « de par sa nature propre », est « expansionniste » et « reprend à la lettre la promesse de Yahvé : « Je te donnerai la terre comprise entre le grand fleuve (le Nil) et l’Euphrate ». Pour preuve de cette nature, elle conclut : « C’est le sens des deux barres bleues qui, sur le drapeau d’Israël, encadrent l’étoile de David ». Réagissant à cette affirmation, Meïr Waintrater, directeur de l’Arche lui répond : « Peut-être se trouvera-t-il une âme charitable pour expliquer à Mme Sallenave à quoi ressemble le châle de prière dont les Juifs s’enveloppent depuis des siècles, et lui faire ainsi découvrir l’origine des deux bandes bleues du drapeau israélien. Mais la question n’est pas là… Le mythe des deux bandes bleues représentant le Nil et l’Euphrate appartient à la vaste famille des mythes paranoïaques antisionistes ».

### Sur la fin du communisme
Son article « Fin du communisme : l'hiver des âmes » a paru en mars 1992 dans Les Temps modernes.
Louis Cornellier, dans À brûle-pourpoint : interventions critiques, 2003, écrit à ce propos : « L'essayiste française Danièle Sallenave, dans « Fin du communisme : l'hiver des âmes » résume bien mon sentiment : “Si la fin de l'Union soviétique signifie la chute d'une tyrannie haïssable, le renoncement à un modèle économique néfaste, alors la fin du communisme fut une mort juste seulement trop tard advenue et nous donna le soulagement de voir que tout a une fin même le pire.” Mais attention, elle ajoute : “Comment n'y aurait-il pas de l'injustice à confondre ceux que la chute du communisme réjouit parce qu'il a été un monstrueux échec et ceux qu'il réjouit parce qu'il aurait pu réussir. […] Il y a ceux pour qui le communisme était mauvais parce qu'il avait voulu abattre des privilèges ; il y a ceux pour qui il est mauvais parce qu'il en a rétabli de plus grands. Je suis de ceux-là.” Moi aussi et les autres sont mes adversaires. »
Il a été critiqué par l'essayiste Jean-François Revel dans La grande parade (2000). Il reproche à Danièle Sallenave de prendre la défense de ceux qui ont cru au communisme et se retrouvent face à l'effondrement de leur idéologie, alors que « les vraies victimes de l'idéologie communiste sont les dizaines de millions de morts qu'il a laissés derrière lui », et il estime que son propos est cynique vis-à-vis des victimes des régimes communistes.
Pierre Rigoulot quant à lui : « Danièle Sallenave publiait en mars 1992, ce qui est sans doute le premier texte marqué par la nostalgie – un genre qui aura un bel avenir devant lui. Le texte de Danièle Sallenave s’intitule « Fin du communisme l’hiver des âmes », à mi-chemin entre la confession, les souvenirs personnels et l’analyse politique et commence par : “Le 25 décembre 1991, ce jour où l’Union soviétique a cessé d’exister, n’a pas été pour moi un jour de fête” et se termine par “Ce grand recommencement en mai 1990, ce re-départ à zéro, ne donne aucune raison de se réjouir” ».

### Sur les langues régionales
Lors de l'étude de la signature de la Charte européenne des langues régionales ou minoritaires, Danièle Sallenave a publié dans le journal Le Monde du 3 juillet 1999 un article attaquant ce projet qui, selon elle, menaçait l'unité républicaine française :

« Notre vision des « langues » et des « cultures » régionales, aseptisée, baigne dans la niaise brume des bons sentiments écolo-folkloriques et se nourrit d’images d’un passé revisité… Ce ne peut être un objectif national. En proposant aux jeunes générations un retour à des langues qui n’ont survécu que dans les formes parlées, pour l’essentiel privées de l’indispensable passage à la maturité que donne la forme écrite, littéraire, philosophique, croit-on sérieusement leur offrir un avenir de travail, d’insertion sociale, de pensée ? »

— Le Monde, 3 juillet 1999.
Cet article a suscité de nombreuses réactions, notamment celle d'Henri Giordan, qui lui a répondu dans le même journal peu de jours après.

### Sur la pédophilie
En 1977, elle cosigne dans Le Monde une tribune demandant la libération de trois hommes en détention provisoire depuis trois ans pour « attentat à la pudeur sans violence sur des mineurs de quinze ans ».

## Œuvres

### Romans et récits
- 1975 : Paysages de ruines avec personnages (Aubier)
- 1977 : Le Voyage d'Amsterdam ou les Règles de la conversation (Flammarion)
- 1980 : Les Portes de Gubbio (Hachette P.O.L)
- 1983 : Un printemps froid, récits (P.O.L)
- 1986 : La Vie fantôme (P.O.L)
- 1987 : Adieu (P.O.L)
- 1987 : Conversations conjugales (P.O.L)
- 1994 : Les Trois Minutes du diable (Gallimard)
- 2002 : D'amour (Gallimard)
- 2005 : La Fraga (Gallimard)

### Essais et écrits divers
- 1986 : Rome (Autrement), ouvrage collectif
- 1988 : Les Epreuves de l'art (Actes Sud)
- 1991 : Le Don des morts : sur la littérature (Gallimard)
- 1991 : Villes et villes (Des femmes)
- 1992 : Passages de l'est : carnets de voyages, 1990-1991 (Gallimard)
- 1992 : Capitales oubliées : Vilnius, Riga, Tallinn (Ministère de l'Éducation nationale), photographies de Gérard Roneau
- 1994 : Le Principe de ruine (Gallimard)
- 1995 : Lettres mortes : de l'enseignement des lettres en général et de la culture générale en particulier (Michalon)
- 1997 : À quoi sert la littérature ? entretien avec Philippe Petit (Textuel)
- 1997 : L'Amazone du grand Dieu (Bayard)
- 1997 : Viol : six entretiens, quelques lettres et une conversation finale (Gallimard)
- 1998 : Carnet de route en Palestine occupée : Gaza-Cisjordanie, novembre 1997 (Stock)
- 2002 : Nos amours de la France : République, identités, régions (Textuel), en collaboration avec Périco Légasse
- 2004 : Dialogue autour de cinq poèmes à la manière de l'ancienne poésie chinoise, poésie (La Canopée)
- 2004 : Dieu.com (Gallimard)
- 2006 : Quand même, théatre (Gallimard)
- 2007 : Castor de guerre (Gallimard)
- 2008 : Nous, on n'aime pas lire (Gallimard)
- 2010 : La Vie éclaircie : réponses à Madeleine Gobeil (Gallimard)
- 2010 : Pourquoi on écrit des romans, jeunesse (Giboulées et Gallimard)
- 2012 : Sibir : Moscou-Vladivostok, mai-juin 2010 (Gallimard)
- 2013 : Discours de réception à l'Académie française (Gallimard)
- 2014 : Dictionnaire amoureux de la Loire (Plon), dessins d'Alain Bouldouyre
- 2015 : Le Fonds de l'air est frais (Descartes & Cie)
- 2017 : Qu'est-ce que la gauche ? (Fayard), ouvrage collectif
- 2018 : L'Églantine et le Muguet (Gallimard)
- 2019 : Jojo, le Gilet jaune (Gallimard), coll. Tracts
- 2020 : La Teuf et le Virus (Gallimard), coll. Tracts de crise
- 2021 : Parole en haut, silence en bas (Gallimard), coll. Tracts
- 2022 : Rue de la Justice (Gallimard)
- 2025 : La Splendide Promesse : mon itinéraire républicain (Gallimard)

### Traductions
- 1976 : De l'opaque (Dall'opaco) d'Italo Calvino (Flammarion)
- 1976 : Le Fou impur (L'impuro folle) de Roberto Calasso (Presses universitaires de France)
- 1980 : La Divine Mimesis (La divina mimesis) de Pier Paolo Pasolini (Flammarion)
- 1981 : Si par une nuit d'hiver un voyageur (Se una notte d'inverno un viaggiatore) d'Italo Calvino (Seuil)
- 1988 : Orgie (Orgia) de Pier Paolo Pasolini (Actes Sud)

## Distinctions

### Prix littéraires
- 1980 - Prix Renaudot pour Les Portes de Gubbio[18]
- 2005 - Grand prix de littérature de l'Académie française[18]
- 2005 - Grand prix Jean-Giono pour La Fraga[18]
- 2006 - Prix Marguerite-Duras pour Quand-même[19]
- 2008 - Prix Jean-Monnet de littérature européenne du département de la Charente, pour Castor de guerre[20]

### Décorations
- Officière de la Légion d'honneur (Janvier 2017[21], chevalière en 2008.)
- Officière de l'ordre national du Mérite (2011)[22]
- Commandeure de l'ordre des Arts et des Lettres (1998)[23]

## Festivals
- 2008 - Festival Littéraire de Savennières - Terres à Vins Terres à Livres